# 今園家
今園家（いまそのけ）は、藤原北家勧修寺流芝山家庶流にあたる華族の男爵家。いわゆる「奈良華族」の一つ。

## 歴史
宮内大輔芝山国典の次男国映は、幼くして奈良興福寺に入れられ、賢聖院の住職となっていたが、明治元年（1868年）に勅命により復飾し、明治2年（1869年）に堂上格を与えられて一家を起こし今園を家号とした。家禄は現米で50石。
明治8年（1875年）に華族に列した。
明治9年の金禄公債証書発行条例に基づき家禄と引き換えに支給された金禄公債の額は、2457円1銭7厘（華族受給者中452位）。
明治17年（1884年）7月7日の華族令施行で華族が五爵制になると、翌8日に男爵に叙された。その後貴族院の男爵議員に当選して務めた。
その息子今園国貞男爵も貴族院の男爵議員（公正会所属）に当選して務めた。彼の代に今園男爵家の邸宅は東京市淀橋区上落合にあった。
国貞の子に国光、その子に国正、その子に国孝がある。